# Fectio
Fectio, conhecido como Vechten em holandês antigo, foi um castelo romano na província da Germânia Inferior estabelecido no ano 4 ou 5. Estava localizado no local onde o rio Vecht (Fectio) se ramificava do Reno, levando ao Lago Flevo, que mais tarde se tornaria o Zuiderzê. Isso era próximo do atual vilarejo de Vechten, no município de Bunnik, Utrecht, Holanda.

## História
A cunhagem do Império Romano nos ensina que o castelo foi construído por ordem de Tibério, então engajado em sua campanha de 4-5. Possivelmente foi utilizado como ponto de partida para ataques punitivos transfronteiriços. Em 40, o imperador Calígula visitou Fectio durante a viagem a Lugduno dos Batavos, a antiga Britemburgo. Em seus vinhedos, os restos de um antigo selo postal foram encontrados nas escavações de 1995.
Sob o imperador Cláudio, Fectio tornou-se parte dos limes do Reno. Então, por volta de 70, na época da revolta de Batava, o castelo foi totalmente queimado. Posteriormente, foi reconstruído por um esquadrão de cavalaria. O acúmulo de sedimentos do Reno começou a mudar sua trajetória. Cerâmica da XXII legião Primigenia foi descoberta em "Castra Vetera", próxima da atual Xanten.
Durante o reinado de Antonino Pio, entre 138 e 161, a fortaleza foi reconstruída, desta vez de tijolo e pedra. Por volta de 200, parece que os sedimentos contínuos do rio impediram o acesso aos barcos. Foi abandonado em 275 e nunca foi reconstruído.

## Dados
Sob o imperador Cláudio, Fectio tornou-se parte da Fronteira da Germânia. O sítio arqueológico contém os restos de um forte, porto, cemitério e um assentamento civil.
Em 1995, foi inscrito como Patrimônio Mundial e atualmente está na lista provisória.